# Sayatón
Sayatón è un comune spagnolo di 63 abitanti (2022) situato nella comunità autonoma di Castiglia-La Mancia.